# Winterburg (Brühl)
Winterburg ist eine Ortschaft im Westen der Stadt Brühl.

## Lage
Winterburg liegt zwischen dem Brühler Stadtteil Heide und der Brühler Weststadt, rund 250 Meter Luftlinie vom Heider Bergsee entfernt. Wie die heutige Brühler Siedlung Roddergrube oder die beiden Ortschaften Eckdorf und Geildorf, ist allerdings auch Winterburg aufgrund seiner geringen Einwohnerzahl kein verwaltungspolitisch eigenständiger Stadtteil Brühls.
Am Rand von Winterburg befinden sich unter anderem eines von zwei Sportzentren des Brühler TV 1879, die Bundesfinanzakademie sowie die Hochschule des Bundes für öffentliche Verwaltung.

## Geschichte
Noch im 18. Jahrhundert war Winterburg ein Dorf mit knapp über 30 Einwohnern, von denen die meisten als Tagelöhner ihren Lebensunterhalt verdienten. Der größte Haushalt zählte sieben Personen und besaß eine angestellte Magd. Damit hatte Winterburg im damaligen Landkreis Köln als reines Arbeiterdorf ohne landwirtschaftliches Gut eine Sonderstellung.
Spätestens mit der Erweiterung der Stadt Brühl im 20. Jahrhundert nach Westen, verschlang diese den nördlichen Teil Winterburgs mit den dort stehenden Wohngebäuden. Die so erfolgte teilweise Eingliederung in den Brühler Stadtteil Kierberg und der Ausbau der Landesstraße L 184 führten zu einer Teilung sowie Verkleinerung der Ortschaft.
Heute umfasst Winterburg nur noch acht Wohngebäude, von denen ein Drittel Mehrfamilienhäuser sind.

## Verkehr
Winterburg ist mit einer eigenen Bushaltestelle über die Schnellbuslinien SB 91 und SB 93 der REVG an den öffentlichen Personennahverkehr angeschlossen.
Koordinaten: 50° 50′ 1,7″ N, 6° 52′ 52,5″ O